# Spaans huis

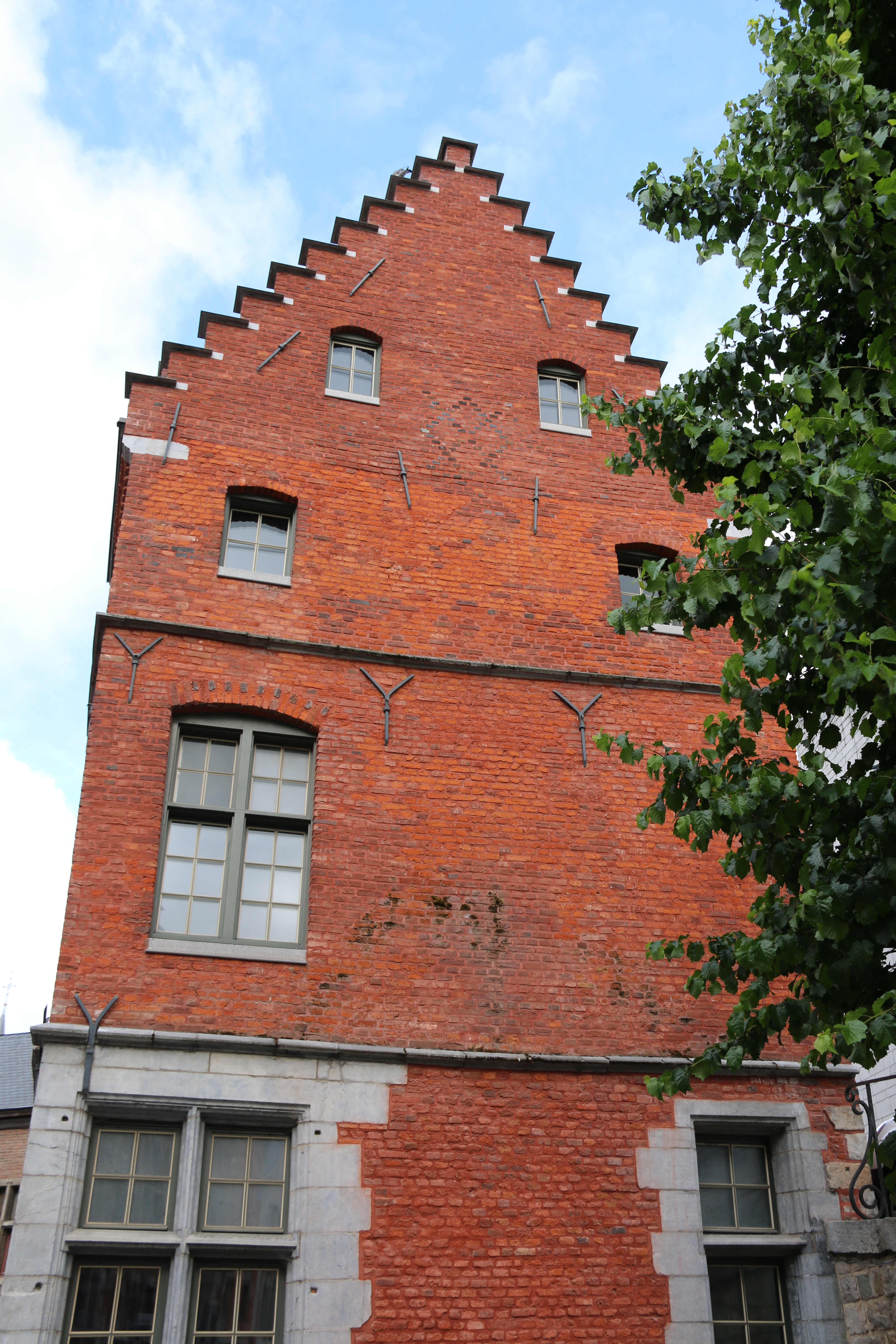

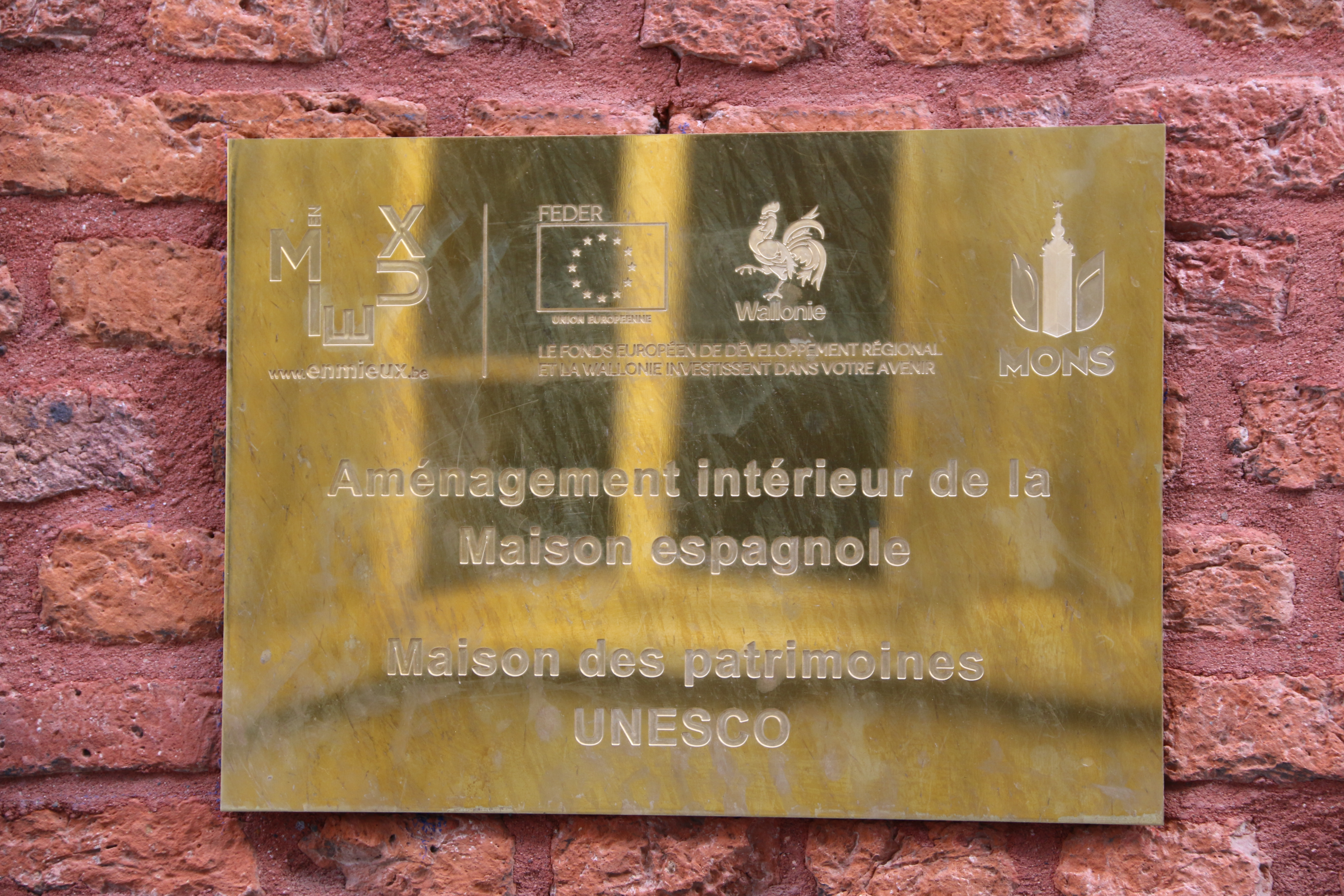
Toeristisch informatiebord

Het Spaans huis (Frans: Maison espagnole) is een historisch pand in de Belgische stad Bergen. Het pand tussen de Rue des Clercs en de Rampe du Château dateert uit de zestiende en zeventiende eeuw maar werd in de twintigste eeuw herbouwd. Na restauratie werd er in 2022 het Maison des Patrimoines Unesco (Huis van het Unesco-werelderfgoed) ingericht, een bezoekers- en infocentrum over het Unesco-Werelderfgoed in Bergen (Belfort van Bergen, Doudou, Neolithische vuursteenmijnen in Spiennes,...) Sinds 10 november 1955 is het Spaanse huis beschermd als monument.